# Die Riesen vom Berge
Die Riesen vom Berge (ital. I giganti della montagna) ist ein Drama des italienischen Schriftstellers Luigi Pirandello von 1937. Obwohl er mehr als acht Jahre lang daran gearbeitet hatte, blieb es als sein letztes Werk unvollendet, da er im Dezember 1936 starb.
Am 1. Oktober 1949 hatte das Stück im Schauspielhaus Zürich in einer Inszenierung von Giorgio Strehler seine deutsche Erstaufführung. Am 19. April 1958 wurde es im Düsseldorfer Schauspielhaus gezeigt. 1967 war es als Gastspiel auch im Wiener Burgtheater und in Zürich zu sehen.

## Handlung
Die Pechvögel, eine Gruppe zueinander völlig konträrer Ausgestoßener der Gesellschaft, die in der Villa „Missgeschick“ bei dem väterlich anmutenden Cotrone Zuflucht gefunden haben, treffen auf eine Schauspielertruppe, als diese wegen einer Krankheit ihrer Leiterin, der Gräfin Ilse, Hilfe in der Villa suchen. Ilse ist von dem „Märchen vom vertauschten Sohn“ besessen und zieht mit den letzten Resten ihres Ensembles durch die Lande, um es den Leuten näherzubringen.
Als die beiden Gruppen aufeinanderstoßen, ist die Verwirrung zuerst groß, da die Schauspieler die Villa aufsuchen, um das Märchen aufzuführen. Jedoch glauben sie nicht daran, dass das Stück mit der Hilfe des Zauberers Cotrone zum Leben erweckt werden kann, da es an Schauspielern und Requisiten fehlt. Jedoch mit Fantasie könne das Stück aus sich selbst heraus leben, meint Cotrone und lädt sie ein, für immer zu bleiben. Nach und nach lassen sich auch die Pechvögel auf die Idee ein, in der Villa Zuwachs zu bekommen, obgleich sie die Schauspieler anfangs für eine Bedrohung gehalten haben, nehmen sie sie, als sie erkennen, dass die Truppe harmlos ist, in ihrem wundersamen Zuhause auf.